# 캄페체주

캄페체 주

캄페체주(스페인어: Campeche)는 멕시코 남동부에 위치한 주로 주도는 캄페체이며 면적은 57,507km2, 인구는 849,617명(2012년 기준), 인구 밀도는 15명/km2이다. 1858년 5월 3일 유카탄 주에서 분리되어 신설되었으며 11개 지방 자치체를 관할한다. 북동쪽으로는 유카탄주, 동쪽으로는 킨타나로오주, 남서쪽으로는 타바스코주, 남쪽으로는 과테말라, 동쪽으로는 벨리즈, 서쪽으로는 멕시코만과 접한다.
고전기에는 티칼과 패권을 놓고 다툰 격전지이자 세계유산으로 등록된 마야 문명의 유적지, 칼락물과 푸우크식의 우아한 5층 신전으로 알려진 에즈나 유적은 이 주에 있다. 캄페체 유전은 멕시코 만 유전의 대부분을 차지한다.

주기
주 문장

## 인구
| 연도             | 인구    | ±%     |
| ---------------- | ------- | ------ |
| 1895             | 88,144  | —      |
| 1900             | 86,542  | −1.8%  |
| 1910             | 86,661  | +0.1%  |
| 1921             | 76,419  | −11.8% |
| 1930             | 84,630  | +10.7% |
| 1940             | 90,460  | +6.9%  |
| 1950             | 122,098 | +35.0% |
| 1960             | 168,219 | +37.8% |
| 1970             | 251,556 | +49.5% |
| 1980             | 420,553 | +67.2% |
| 1990             | 535,185 | +27.3% |
| 1995             | 642,516 | +20.1% |
| 2000             | 690,689 | +7.5%  |
| 2005             | 754,730 | +9.3%  |
| 2010             | 822,441 | +9.0%  |
| 2015             | 899,931 | +9.4%  |
| 2020             | 928,363 | +3.2%  |
| 2015 data source |         |        |